# Shangba, Chongqing
Shangba (kinesiska: 上坝) är en socken i sydvästra Kina. Den ligger i Yunyang härad i storstadsområdet Chongqing, omkring 300 kilometer nordost om det centrala stadsdistriktet Yuzhong. Antalet invånare är 6892. Befolkningen består av 3 292 kvinnor och 3 600 män. Barn under 15 år utgör 20,0 %, vuxna 15-64 år 63 %, och äldre över 65 år 16,0 %.